# Улицы Кяхты
Улицы Кяхты — совокупность адресных объектов города районного значения Кяхта в Кяхтинском районе Республики Бурятия Российской Федерации.

## Преамбула
Современная Кяхта сохранила облик и характерную застройку сибирского купеческого города. Строительство Кяхты в XVIII—XIX вв. производилось главным образом по трём магистралям, сходившимся в центре. На главной улице были сооружены каменные зданий, остальные улицы застраивались деревянными домами.
Анализ годонимии, проведённый кандидатом географических наук Э. А. Батоцыреновым (Байкальский институт природопользования СО РАН), показывает, что «самая многочисленная группа антротопонимов (происходят от имен, фамилий, прозвищ людей). Улицы и переулки называли по известным людям, на них проживающих».

## Перечень адресных объектов
- 40 лет Победы улица
- 50 лет Победы переулок
- 50 лет Победы улица
- Автомобилистов улица
- Акшинская улица
- Алтайская улица
- Арсентьева улица
- Арсентьева переулок
- Байкальская улица
- Банзарова улица
- Баннова улица
- Баргузинская улица
- Батурина улица
- Бекетова улица
- Бестужева улица
- Верхнеудинская улица
- Владивостокская улица
- Гагарина улица
- Гармаева улица
- Горнозерентуйская улица
- Горяинова улица
- ДОС улица
- Дынника улица
- Жданова улица
- Заводская улица
- Заводской переулок
- Заречная улица
- Иркутская улица
- Кабельная улица
- Каландарашвили улица
- Калинина улица
- Кирзаводская улица
- Кирова улица
- Ключевская улица
- Козлова улица
- Колхозная улица
- Комсомольская улица
- Кондакова улица
- Крупской улица
- Кузнецова улица
- купца Доржиева улица
- купца Коковина улица
- купца Сибирякова улица
- купца Старцева улица
- Кяхтинская улица
- Ленина улица
- Лесная улица
- Лушникова улица
- Маскова улица
- Мира улица
- Мичурина улица
- Модогоева улица
- Молодёжная улица
- Мотавкиной улица
- Нагорная улица
- Нагорный переулок
- Назимова улица
- Немчинова улица
- Новая улица
- Новоселов улица
- Обручева улица
- Оганянца улица
- Октябрьской Революции улица
- Парижской Коммуны улица
- Первомайская улица
- Пестерева улица
- Песчаная улица
- Песчаный переулок
- Петрова улица
- Пивзавод улица
- Пионерская улица
- Пограничная улица
- Потанина улица
- Пржевальского улица
- Придорожная улица
- Пролетарская улица
- Профсоюзная улица
- Прянишникова улица
- Рабочая улица
- Рагозина улица
- Рагузинского переулок
- Ранжурова улица
- Рокоссовского улица
- Рукавишникова улица
- Рукавишникова переулок
- Савы Рагузинского улица
- Сафонова улица
- Свердлова улица
- Светлый переулок
- Северная улица
- Селенгинская улица
- Сергея Лазо улица
- Серова улица
- Серова переулок
- Слобода улица
- Советская улица
- Солнечная улица
- Солнечный переулок
- Соснина улица
- Сосновая улица
- Сосновый переулок
- Старчака улица
- Старчака переулок
- Степана Разина улица
- Степная улица
- Степной переулок
- Строительная улица
- Сухэ-Батора улица
- Талько-Грынцевича улица
- Таможенная улица
- Транспортная улица
- Троицкосавская улица
- Фабричная улица
- Цыбиктарова переулок
- Цыбиктарова улица
- Цыпылова улица
- Чарушина улица
- Чикойская улица
- Читинская улица
- Шилкина улица
- Шиллинга улица
- Шиханова улица
- Школьная переулок
- Школьная улица
- Юбилейная улица
- Южная улица